# Casas de los Pinos
Casas de los Pinos ist eine Gemeinde (Municipio) und ein Dorf mit 389 Einwohnern (Stand: 2024) in der Provinz Cuenca in der Autonomen Region Kastilien-La Mancha. 

## Lage
Casas de los Pinos liegt etwa 73 Kilometer südsüdwestlich von Cuenca in einer Höhe von ca. 725 m. Durch die Gemeinde führt die Autopista AP-36 von Madrid nach Albacete. Im Gemeindegebiet liegt der Flugplatz Aeródromo de Casas de los Pinos.

## Bevölkerungsentwicklung
| 1970 | 1981 | 1991 | 2001 | 2011 | 2021 |
| ---- | ---- | ---- | ---- | ---- | ---- |
| 835  | 650  | 584  | 528  | 571  | 424  |

## Sehenswürdigkeiten
- Marienkirche (Iglesia de Nuestra Señora de la Purificación)
- Antoniuskapelle

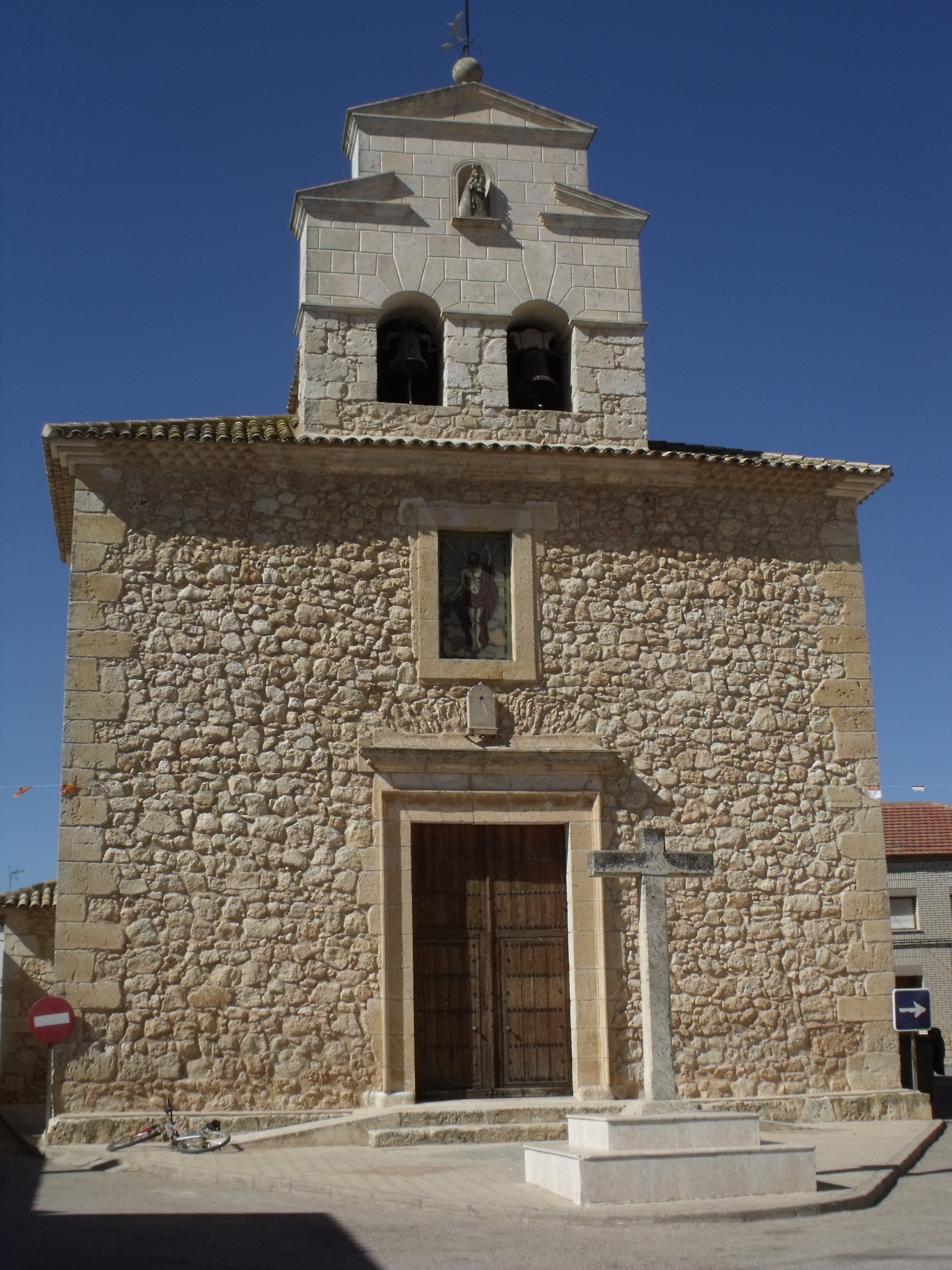
Marienkirche
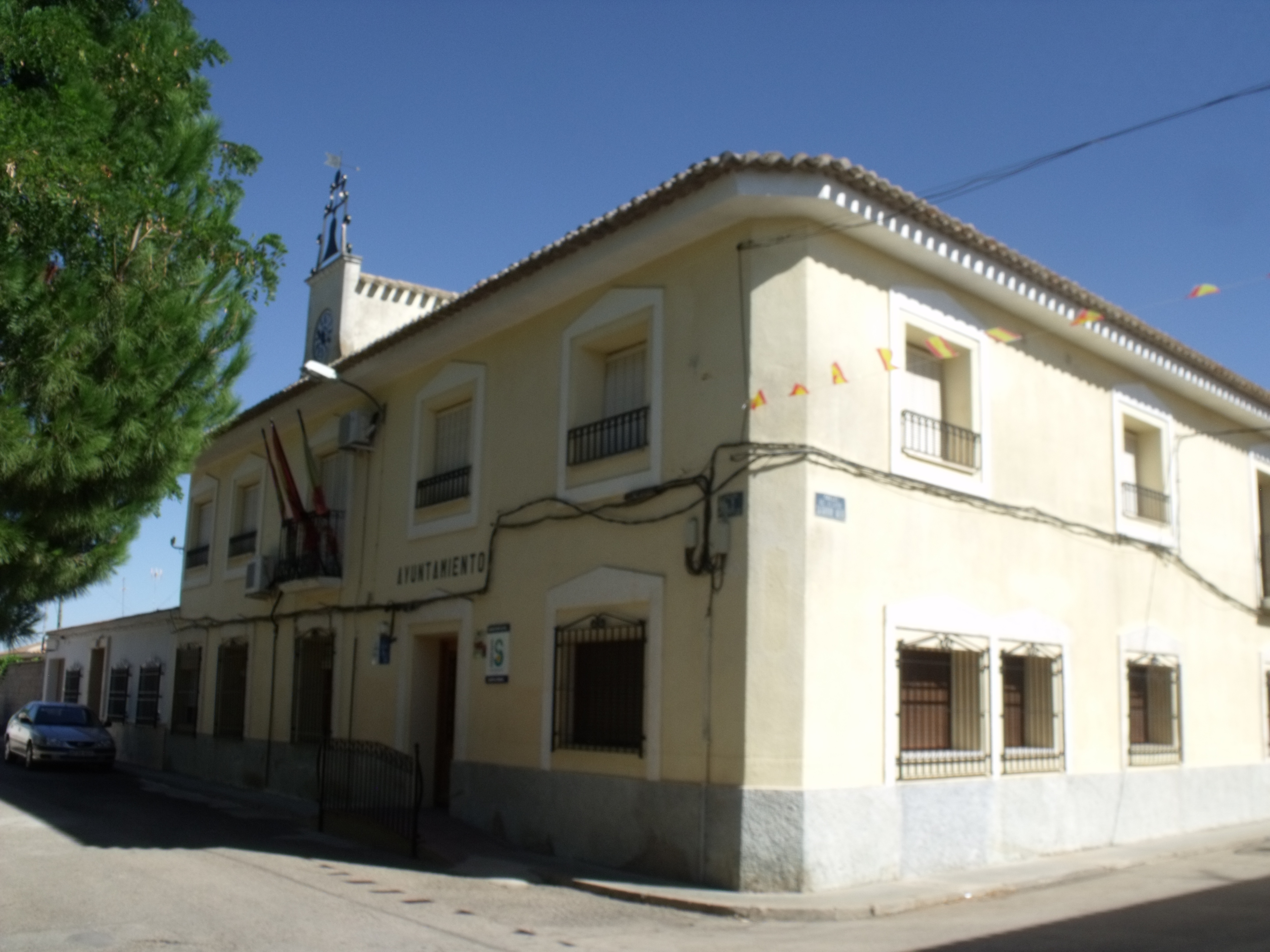
Rathaus